# فرودگاه بایرنسدال
فرودگاه بایرنسدال (به انگلیسی: Bairnsdale Airport) یک فرودگاه همگانی با کد یاتا BSJ است که یک باند فرود آسفالت دارد و طول باند آن ۱۱۰۱ متر است. این فرودگاه در کشور استرالیا قرار دارد و در ارتفاع ۵۰ متری از سطح دریا واقع شده‌است.